# Manuel de Odriozola
Manuel de Odriozola Herrera (Lima, 11 de agosto de 1804-Callao, 12 de agosto de 1889) fue un militar, erudito y bibliotecario peruano. Coronel de caballería y figura prócer de la Independencia del Perú, su obra más notable como erudito fue la compilación de las fuentes históricas y literarias peruanas en varios volúmenes. Fue director de la Biblioteca Nacional del Perú, de 1875 a 1881, labor que fue interrumpida por el saqueo que dicha institución sufrió a manos de los chilenos que ocuparon Lima, durante la Guerra del Pacífico. Fue padre de Manuel Odriozola Romero, que fue un  médico y catedrático de San Marcos.

## Biografía
Fue hijo del guipuzcoano Manuel de Odriozola y de la huancaína Jacinta Herrera. Tras fallecer su padre en 1818, se hizo cargo del mantenimiento del hogar mediante tareas caligráficas que le confiaba un empleado de la Secretaría Virreinal. En 1820, al enterarse del desembarco de la Expedición Libertadora en Paracas, marchó a Pisco para unirse a ella, siendo uno de los primeros patriotas en hacerlo. Peleó en el combate de Nasca, librado el 15 de octubre de 1820.
En 1821 fue ascendido a teniente de caballería y agregado al Estado Mayor General del ejército patriota. Participó en la marcha sobre Lima y fue testigo de la Proclamación de la Independencia del 28 de julio de 1821. Luego participó en el primer sitio del Callao hasta la capitulación realista.
En 1822 fue ascendido a capitán. Al año siguiente, participó en la segunda expedición de intermedios que marchó al sur para enfrentar a los realistas. Participó en la Batalla de Zepita, librada en el Alto Perú, y luego en la retirada desordenada del ejército patriota hacia la costa. Producida la intervención del ejército libertador de Bolívar, en 1824 emigró a Trujillo ante el avance de los realistas. Regresó a Lima al iniciarse la campaña final de la independencia, que culminó con las batallas de Junín y Ayacucho.
En 1825 pasó a ser archivero del Ministerio de Guerra y Marina. Fue honrado con la medalla cívica por el Congreso Constituyente, medalla que llevaba el busto del Libertador venezolano y otorgada a aquellos que habían colaborado destacadamente en la empresa libertadora.
Continuó su carrera ascendente en el ejército. En  1826 fue promovido a la clase de teniente coronel graduado y en  1827 a sargento mayor de caballería. 
En 1828, participó, bajo las órdenes del general Agustín Gamarra, en la invasión peruana de Bolivia. Luego marchó a la frontera norte, al estallar la Guerra Gran Colombo Peruana (1828-1829). Llegó hasta Saraguro y luego se unió a la guarnición peruana en Guayaquil, donde editó, junto a los capitanes Manuel Ignacio de Vivanco y Manuel Ros, "El Atleta de la Libertad", publicación a través de la cual criticó el accionar del ejército peruano, que sufrió reveses en la campaña terrestre en Saraguro y Portete de Tarqui. Por esa razón se ordenó su prisión, pero logró viajar a Lima, donde solicitó su retiro. A fines de 1829 se acogió a la ley de reforma militar, pero sufrió la hostilidad del gobierno de Gamarra (1829-1830).
Cuando a fines de 1833 ascendió a la presidencia el general Luis José de Orbegoso, se puso a su servicio, siendo ascendido a teniente coronel efectivo. Combatió a la rebelión del general Pedro Pablo Bermúdez y participó en los combates de Ucumarca y Huaylacucho; estuvo finalmente en el Abrazo de Maquinhuayo, que puso fin a la guerra civil (1834).
Nombrado secretario del Supremo Consejo de Guerra, acompañó al presidente Orbegoso en su gira por los departamentos del sur. Se hallaba todavía en esa misión, cuando en 1835 fue comisionado a Lima para que convenciera al general Felipe Santiago Salaverry deponer su actitud de rebeldía. Pero al no ser bien recibido por este caudillo, se retiró de la capital. 
Tras el retorno de Orbegoso a Lima, con el apoyo de los invasores bolivianos de Andrés de Santa Cruz, en 1836 fue nombrado Secretario General de la sección de Marina y Oficial primero en el Ministerio de Guerra y Marina. Sirvió, de esa manera, a la Confederación Perú-Boliviana y fue ascendido a coronel. Tras la Batalla de Yungay de 1839 fue destituido y borrado del escalafón. 
Durante un tiempo trabajó como amanuense en un despacho legal. En 1845 retornó al servicio como teniente coronel y fue nombrado Secretario de la Prefectura de Lima (1845-1847). Ejerció luego como ayudante del Consejo de Estado (1847-1851) y subprefecto de Huarochirí (1851-1853).
En 1852 ascendió a coronel. En 1854 viajó a Huancayo como instructor de la Guardia Nacional. No quiso plegarse a la Revolución Liberal de 1854 encabezada por el mariscal Ramón Castilla, y se mantuvo fiel al gobierno del general José Rufino Echenique. Vencido y derrocado este gobernante a inicios de 1855, fue nuevamente expulsado del ejército.
Permaneció en Huancayo, principalmente dedicado a la investigación histórica; y aunque en 1861 fue readmitido en el ejército, prefirió dedicarse de lleno a las tareas de la erudición. Entre 1863 y 1877 publicó dos grandes colecciones de documentos históricos, de invaluable valor para los investigadores: Documentos históricos del Perú (10 tomos) y de Colección de documentos literarios del Perú (11 tomos). Fue una obra pionera en el ordenamiento de las fuentes históricas dispersas.
En  1875 fue nombrado Director de la Biblioteca Nacional del Perú, cargo en el que mostró notable diligencia. Mejoró las instalaciones del local, aumentó sus salas y por primera vez acometió la empresa de catalogar sus libros. Desarrollaba esa labor cuando estalló la Guerra del Pacífico y se produjo la ocupación de Lima por los chilenos en enero de 1881. Odriozola protestó enérgicamente ante "la América y ante la humanidad entera" por el "crimen de lesa civilización" cometido por los chilenos al apoderarse de las colecciones de la Biblioteca Nacional, como si fuera un vulgar botín de guerra, práctica bárbara que ya por entonces era rechazada en el mundo civilizado. No obstante, el gobierno de Chile consideró ese y otros pillajes de bienes culturales peruanos como algo que le correspondía como premio de su victoria.
José Toribio Polo, su amigo y colaborador, lo describió así:

Era el Coronel Odriozola de mediana estatura, de un tipo que parecía español; agraciado de rostro, de temperamento sanguíneo nervioso; ágil y vivo, alegre y decidor, afable y sencillo en su trato, compasivo de los desgraciados y sin apego al dinero. Irresoluto al principio y fácil de dominar, era después tenaz en sus propósitos; amistoso y apasionado en sus afectos; franco y expansivo, y un tanto ligero; conciliador por carácter, si bien susceptible y arrebatado en el primer momento; y generoso con sus amigos, a quienes nunca hizo mal.